# Mladkov (przystanek kolejowy)
Mladkov – przystanek kolejowy w Mladkovie, w kraju pardubickim, w Czechach. Znajduje się na wysokości 505 m n.p.m..
Na przystanku nie ma możliwości zakupu biletu, a obsługa podróżnych odbywa się w pociągu.

## Linie kolejowe
- 024 Ústí nad Orlicí – Štíty